# The Sims Creator
The Sims Creator er et bonusprogram, der kommer med The Sims Deluxe Edition og The Sims Complete Collection.
Det indeholder redskaber til at male og ændre deres skin og hudfarve og omfatter en "Face Foto Wizard", som kan "Simifiser" et billede af et ansigt ved at kortlægge den på hovedet Mesh og skabe en BMP billede spillet kan bruge. 
Fordi det er et separat program, er spillere, der ikke har The Sims Complete Collection, bliver nødt til at bruge Disc 1 i Deluxe at starte det, uanset hvad andre udvidelsespakker, de har. 
| computerspil | Spire Denne computerspilsrelaterede artikel er en spire som bør udbygges. Du er velkommen til at hjælpe Wikipedia ved at udvide den. |